# 蒼空騎士～飛向CODA～
《蒼空騎士～飛向CODA～》（日語：Solatorobo それからCODAへ），是由日本遊戲廠商南夢宮萬代（前身BANDAI）於2010年10月所發行的一款全3D動作角色扮演遊戲，使用的平台為Nintendo DS，與之前在SONY的PlayStation平台上所發行的《貓犬協奏曲》一樣同屬於以獸人做為種族以及角色設定的遊戲，且兩個遊戲的世界觀完全相同。而很多購入本遊戲的愛好者中有一大部分即為當年接觸過貓犬協奏曲的老玩家。
本款遊戲也是開發公司日本CyberConnect2的十五週年紀念作品，從開始構思到完成共計花費了十年的時間，其中光是相關開發就花去三年。三年的開發中用於遊戲企劃的時間就有整整一年。另外使用於遊戲中的相關人物、背景、種族、機械、城市、怪物等相關設定插畫與原畫就佔了1000張以上。
除了遊戲自身所登場的角色群之外，於1998年同一家公司所開發，一樣由BANDAI所發行的前作品《貓犬協奏曲》，裡面之重要角色以及世界設定均有再次的出現於主要劇情中或分支委託任務，成為本作主角冒險故事和世界中的一部分。
另外，本作品亦承續了前一部同屬性的獸人RPG作品「貓犬協奏曲」中的主要系統架構及相關要素，並利用現今容量更加龐大的任天堂DS作為遊戲平台，使其遊戲可玩度和內容大幅上升。
在日本地區，該款遊戲的售出後顧客滿意程度高達百分之九十七點四，且遊戲上市時於電視上所播放的一系列宣傳廣告小短篇還獲得金氏世界紀錄的認證，成為日本第一款廣告被世界紀錄承認的作品而名留歷史。

## 系統概要

美國版與歐洲版的遊戲封面

NDS雙螢幕的遊戲開頭

本款作品承續了開發公司Cyberconnent於1998年的前作貓犬協奏曲，於2010年10月28日在日本先行推出。遊戲硬體平台從原先SONY的PlayStation桌上型主機改由任天堂DS（NDS）掌上型主機，玩家必須使用任天堂DS的本身按鍵進行遊戲，不支援外接搖桿的功能。而本款遊戲也針對本型主機的上下雙螢幕架構進行了顯示上的調整，使玩家得以充分發揮任天堂DS的功能來進行遊玩。由於硬體容量大幅度增加的因素，實際上本遊戲還區分為「前段」與「後段」兩大篇章節，開頭動畫與主題歌的歌詞皆不同。讓玩家不會覺得遊戲劇情一下就結束，可以玩的更久，使其更加的體會本作品的磅礡浩大。
本款遊戲與貓犬協奏曲的世界觀相同，一樣使用位於天空中的浮游大陸作為遊戲舞台，一樣有各式飛行機械登場的超科學幻想系列。而玩家一樣使用第三人稱視點來操作主角進行遊戲中的移動以及對話。在世界地圖中，玩家的飛行船之移動方式被改為單方向的選單，只要上下選擇即可前往指定的地區進行探索與冒險。而於探險場景移動時，遊戲會將玩家目前所在的位置以輔助地圖（小地圖）的形式顯示於玩家任天堂DS的上層螢幕中，使玩家於大型場景探索時不致於迷路或重複進到同樣的區域。
在場景移動時，若碰上敵人或怪物，會自動進入戰鬥模式（BATTLE MODE）。玩家必須善用主角的機器人來進行「抓取」敵人後「丟出」使其暈眩後才能造成損傷。而本作中可以學會的戰鬥技能很多，隨著劇情推進，玩家可以學到將敵人丟出後於空中再抓取的連續技能。而同樣的機器人操作方式，會隨著遊戲中主角更換其他機型的機體而有不同的動作效果，使戰鬥更加多樣化。
本作中一樣保有貓犬協奏曲中的要素「生命值（LIFE）」，玩家受到攻擊或不慎從空中場景摔落到雲海中皆會損傷，生命值歸零時主角將無法動彈，此時遊戲便宣告結束。而生命值一樣可以藉由場景中的道具來進行回復。另一項要素就是主角可以離開機器人自己行走，用來在特定場景中操作專用機械。而某些場景會有天然障礙（積水／獸人專用樓梯、通道）阻隔機器人前進，此時也要使用獸人模式進行移動和探索。於獸人移動模式下的主角不具有任何攻擊力，碰到敵人只能迴避戰鬥或使用隨身攜帶的電擊槍來麻痺敵人後快速離開。
本作品於劇情模式下一樣為單人遊玩，但藉由任天堂DS本身的無線網路（WIFI）功能，於連線模式下最多可以串連四個玩家同時進行遊戲中特定的項目，例如空中飛行船大賽等。而遊戲中的追加要素和補充劇情也需要藉由無線網路來進行下載更新。而紀錄的資料則直接存於任天堂DS的內建記憶空間中，因此玩家無需另行添購記憶卡。
角色對話的部分取消了過去貓犬協奏曲上的全語音，改為過場動畫時才出現角色語音。於平常對話時僅會出現一小段該角色的聲調於對話開頭。而由於遊戲設定主角所在的國家與真實的法國有淵源，故所有的對話發音均使用「法語」來進行。

## 追加功能
- 相簿收集系統：延續前作「貓犬協奏曲」中的一項重要附加功能，玩家一樣可以在某些場景中找尋到一部分的原畫相片，本作中改為特定地點會發光，主角前往碰觸後即可取得。一樣是四小張組成一張完整的相片，完成後的相片可以在主角的飛行船居住區中鑑賞。
- 畫盤收集系統：本作品加入的新要素，於世界各地的城市中有一種專門販售「畫盤」的商店（絵皿屋），玩家可以在劇情進展到一定程度時購入畫有遊戲特定場面的畫盤（絵皿）。作品中共有42個，購入的畫盤可以在主角飛行船的居住區中進行鑑賞。
- 音符收集系統：延續前作「貓犬協奏曲」中的一項要素，於本作中被重新改良。玩家於城市特定建築物或其他的獸人家中，以及探索場景時均可以在特定地區找到發出音符圖案的留聲機或是喇叭形狀的植物，碰觸上述物品即可取得「音符」。之後於玩家的飛行船上就能在居住區中使用音符加上特定金錢後解開遊戲中的所有背景音樂和主題曲。
- 機器人升級改裝系統：有鑑於前作「貓犬協奏曲」中不能改造機器人的缺點，於本作中重新設計該要素。玩家可以幫自己的機器人進行零組件的安裝來加強其相對能力，如同改造真實世界的汽機車一般。因此本作中會出現一種專門販售改裝套件的店，可以購入特定零件安裝。而機器人一開始的安裝區塊有限制，隨著劇情，玩家可以在場景中探索到專用道具來開啟更多的安裝區塊。
- 迷你百科全書系統：本作品的新要素之一，於主角的飛行船上的選單中會有百科全書，共有七本（地理／歷史／文化／生物／技術／獸人／貓獸人生活），隨著劇情進度而自動增加。當其中一本書的資訊狀態變成綠色後，玩家即可在該模式中查看本遊戲的相關世界詳細設定以及不會在遊戲劇情中出現的歷史說明。用來補足劇情和讓玩家知悉本作品的內容。
- 競技格鬥場：是世界地圖中的其中一區，一艘上面設置有格鬥場的大型飛船。玩家第一次進入該區是劇情中的設定，之後玩家即可自由進入來參加對戰，是本作品的新要素。隨著劇情的推進，玩家會一再的返回該地與特定角色進行各種對決。也是玩家身上沒有錢時一個快速賺錢的方式。
- 飛行船競速：本作的新要素，位於世界地圖中，是一座擁有空中賽道的空浮島嶼。玩家會因為劇情而必須前往該處比賽一次，之後一樣可以自由進入和參戰。一樣是賺錢的好地方。
- 釣戰艦寄居蟹：本作的新要素，位於世界地圖中的一座城鎮裡面，玩家一樣因為劇情因素而必須強制遊玩一次，之後可以自由參加。而釣戰艦寄居蟹的裝備同改裝機器人一樣有等級差異，越好的釣具能釣起的獵物越高級。釣起時，系統會隨機給與本次釣到的寶物，玩家再拿去換成錢。
- 搬運王比賽：本作的新要素，玩家因為劇情會前往某城市中參加該比賽。規則是把某一場景中的貨櫃用機器人或是獸人模式下的電擊槍將其移動到指定區域。一樣可以重複參加。
- 破壞王比賽：本作的新要素，玩家一樣前往某座城市中進行該項比賽，規則是把某一場景中的指定物件用機器人的抓取和丟出技能將其破壞掉。一樣可以重複參加。
- 送比薩：本作中的新要素，與飛行船競速相同，但改為限時模式。玩家在某一個委託任務中要幫店家送比薩給國境的警備隊，時間內達成有錢可以領，超過時間則委託失敗無報酬。可以重複去委託屋接該任務。
- 限時通過指定路線：本作中的新要素，是劇情的一部分以及之後的委託內容。玩家要控制機器人在限定的時間之內走完一段路程，路上會有高低落差、斷橋、把玩家打飛的機械手臂、怪物等等，一樣是屬於限時完成的任務類型。

## 故事
在一個貓獸人與犬獸人，這兩個種族一同共存並互相依賴與生活的浮游大陸國家「雪帕德共和國」裡，主角犬獸人「雷德」，與其犬獸人妹妹「巧可拉」，一同過著接受各種委託來取得報酬的獵人生活。
有一日，雷德接受了一個奪回被盜走的重要物品之委託，駕駛著自己的愛機「達哈卡」，潛入了一艘大型運輸飛行船興登堡號。在裡面雷德碰到了一位貓獸人少女「艾兒」，所有的故事就從這裡開始。
在運輸飛行船裡面所找到的不明金屬物品「紋章」。同一時間所出現的巨大不明物體「拉雷斯」。與巨大獵人組織「庫巴斯」的敵對。不同於貓獸人和犬獸人外型的生命體現身。主角雷頓體內所隱藏的不明力量「托蘭斯」。
在經過了各種事件之後，雷頓將慢慢的知道這個世界所真正不為人知的巨大秘密。

## 登場人物

從左到右「艾兒」「雷德」「巧可拉」

### 犬獸人
- 雷德‧薩哈蘭（レッド・サハラン）　配音：柿原徹也

本遊戲的主角，典型的熱血青年。年齡17歲，身高140公分，外型的設定是「雜種犬」。
愛機是小型高性能機器人「達哈卡」，與妹妹犬獸人巧可拉一起過著接受委託的生活。
巧可拉是其義妹，沒有血緣關係。
鼻子的部分有一條明顯的傷痕是其最大特徵。
九年前與機器人達哈卡一同出現於戰艦島上的孤兒院，對於來到孤兒院之前的所有事情完全不清楚。
在遊戲一開始的飛行船興登堡號中完成委託後，想要帶個貨物當土產，卻陰錯陽差的接觸到紋章而捲入了造成世界動盪的巨大事件。
於離開興登堡號時發現已經昏迷的貓獸人艾兒並將其帶回自己的飛行船中。
一開始與艾兒不合，還把「她」當成男生過。
隨著劇情的發展，越來越重視艾兒，為了幫助艾兒不惜犧牲自己。
於第一部劇情的最後，與庫巴斯的首領布魯諾進行對決，成功打敗並破壞了拉雷斯的控制系統。
於第一部劇情的最後決戰中發現自己體內具有「托蘭斯」的力量可以變身成人類外型。
於第二部劇情中知道了自己的過去與誕生的原因，一開始認為自己是失敗品而失落，在孤兒院的院長鼓勵下重新覺醒。
於第二部的最後衝入次元兵器塔爾塔羅斯的內部空間，與古代人拜昂展開最終對決。
- 巧可拉‧傑拉特（ショコラ・ジェラート）　配音：阿澄佳奈

主角雷德的義妹，喜歡玩弄機械的女性犬獸人，年齡13歲，身高120公分。
用來作為外型參考的犬種為博美狗
與雷德住在同一所孤兒院中，經常跟在雷德的後面，小時候非常喜歡吵鬧。
主要的工作是擔任雷德的愛機達哈卡專屬技術支援和日常維護。
於5歲的時候就已經很會駕駛目前所使用的飛行船「阿斯摩蒂爾斯」號（アスモデウス）。
因雷德對金錢的觀念很差，因此管理接受委託後所賺的報酬也是其重要工作之一。
非常關心雷德，在劇情中與雷德使用無線電聯繫，通話中斷太久的話就會開始緊張。
於劇情第一部，雷德變身成人型的當下被驚嚇到，一再的確認他是不是哥哥。
- 布魯諾・丹德路瑪（ブルーノ・ドンドルマ）　配音：宗矢樹頼

超大型獵人組織「庫巴斯」的首領，擅長鑽法律漏洞，除了殺人以外的所有壞事都能做出來的大惡人。
是劇情中前半段的最終頭目。
作為其外型的犬種是牧羊犬。
於劇情中為了能取得古代兵器拉雷斯的力量，一再的追擊持有關鍵道具的雷德等人。
於拉雷斯的體內意圖控制它，但因自身並非魔法體質而無法承受其反饋的力量最後被拉雷斯給吸收。
於劇情第一部的最後與雷德對決，最後被打敗而死亡。
- 格蘭・薩凱爾（グレン・ザッハー）　配音：土田大

宣誓永遠效忠歐佩拉，個性冷靜，如同日本武士一般感覺的19歲犬獸人。
外型設定為紀州犬。
也將主角雷德當成很好的戰鬥對手。
作為歐佩拉的另外一名部下，常常與天然呆的卡魯亞競爭，有強烈的敵對意識。
在10年之前也是歐佩拉家中的一名僕人。
- 麥爾維爾・繆莉恩（メルヴェーユ・ミリオン）　配音：篠原恵美

本作品中登場的女性犬獸人，年齡29歲，作為外型設定的狗種為柯利犬。
雪帕德共和國中首屈一只的天才科學研究者。
兼任庫巴斯的機器人開發主任。
以前因為學術上的興趣而與古代人拜昂進行過人體混種的高科技實驗。
某種程度上是主角雷德的「母親」。
讓失敗作品雷德與機器人達哈卡從研究所逃走的最主要原因。
於第一部劇情結束後開始協助雷德等人。
是本作品中極為活躍的配角。

### 貓獸人
- 艾兒‧梅利瑟（エル・メリゼ）　配音：後藤沙緒里

被主角雷德從興登堡號飛行船中救出的貓獸人少女。
一開始被雷德當成男生，於飛行船洗澡的時候直接被雷德拉開浴室布簾看到包著浴巾的身體。
外表年齡看起來為14歲，身高130公分。用來作為角色原型的動物是美國短毛貓。
與同屬於貓獸人的貝魯卡皆是契約者一族，會使用「奧哈西拉」儀式（オハシラの儀）來進行古代兵器的封印。
得知主角雷德與拉雷斯的紋章產生共鳴後便與其一同行動。
是古代兵器雷姆雷斯的封印者，作為代價，外形與身體不再隨年齡變化，因此實際年齡已經超過300歲。
第一部劇情中為了重新封印拉雷斯而與雷德簽訂一個價值1億元的契約，實際上是騙人的，原先的最終目的是拿雷德的命去封印拉雷斯。
於第一部劇情的中段，對雷德使用了「奧哈西拉」儀式，卻因為與雷德朝夕相處後產生感情而下不了手。
於第一部劇情後段，為了不想傷害雷德而離開飛行船跑到敵對組織庫巴斯，卻被知道真相的雷德救回來。
對雷德抱有無意識的輕微感情。
雖然已經300多歲，卻對昆蟲類的生物非常害怕，會出現歇斯底里的症狀。
- 貝魯卡・達米安（ベルーガ・ダミアン）　配音：加藤木賢志

於劇情中突然出現於雷德和巧可拉以及艾兒的面前，一再的妨礙主角之不明男性貓獸人。
外觀的年齡約18歲，身高160公分，設定外型時使用的貓種為歐洲山貓。
與貓獸人艾兒皆是契約者之一族，出生的地點也相同。
登場時協助敵對大型組織庫巴斯，目的是取回紋章以及雷德所收集到的水晶石。
放置於興登堡號飛行船中的紋章原先是他的所有物。
原先目的是利用庫巴斯的力量找回所有關鍵道具來重新封印拉雷斯，但最後被庫巴斯首領布魯諾發現其計謀而失敗。
於劇情第一部的最後知道了世界的真正秘密而開始協助雷德以及庫巴斯的技術長麥爾維爾。
與艾兒一樣實際年齡皆已超過300歲，非常不擅長與其他獸人進行交談。
- 歐佩拉・克蘭茲（オペラ・クランツ）　配音：柚木涼香

大型獵人組織庫巴斯的專屬精銳部隊以及特殊任務對策室的室長。
年齡為20歲的成熟女性貓獸人，外型設定為俄羅斯藍貓。
性格非常的高傲及霸道，為達成目的，可以使用犧牲別人或是卑鄙的手段。
因為過去發生事故的陰影，很不喜歡黑暗以及狹窄的場所。
在劇情中因為雷德直接稱呼她叫「老太婆」而感到非常憤怒。
原先出生於有錢的人家，是個大小姐，於10年前家道中落。
劇情第二部裡，因為庫巴斯的首領布魯諾已經死亡，因此取代而成為現任首領。
- 卡魯亞・那帕裘（カルア・ナパージュ）　配音：山本泰輔

歐佩拉的其中一名專屬部下，個性開朗又有點天然呆的17歲貓獸人少年。
作為角色外型設定的貓種為山貓。
對話的時候習慣在話中加一句「KAMO」。
將主角雷德當成很好的一名對手。
與歐佩拉之間的關係從很久之前就已經存在。
在10年之前是歐佩拉家中的僕人。

### 古代人
- 拜昂（バイオン）　配音：坪井智浩

於劇情後半段登場的混合型人類之領導者，是本作品中最後的頭目。
性格非常冷靜，為了自己的目的不會介意是否有人為此而死。
某種程度上是雷德的「父親」。
在300年前曾經攻擊過貓獸人艾兒以及貝魯卡的故鄉。
存在於世界上的真正目的是為了啟動古代人所留下的地球淨化程式「CODA」。
遵從古代世界的超級情報集合體「朱諾」的命令，相信地球淨化程式可以拯救世界。
與雷德在次元兵器塔爾塔羅斯中進行最後的對決。
- 布拉尼庫（ブランク）　配音：佐佐木望

第二部劇情中登場的人類外型少年。
全身為白色的衣服是其特徵，外表年齡約為16歲，銀白色頭髮。
好戰性格，將自己和古代人以外的其他生物（獸人）皆認定為低等種族。
- 尼祿（ネロ）　配音：荒木香恵

與布拉尼庫一起登場的人類外型少女。
年齡一樣大約16歲，全身為黑色的衣服是其特徵，金色頭髮。
效忠拜昂。
表面上看起來像是很有禮貌的資優生，內心中對自己和古代人及混種人以外的獸人認定為下種生物。

### 其他
- 拉雷斯（ラーレス）

身體全長推定有5000公尺的超巨大活動物體，劇情中剛登場時被主角雷頓以為是怪物，實際上是太古時代被留下來的超巨大人型兵器。
原先為封印休眠狀態，因為感應到興登堡號飛行船中的紋章力量而覺醒並啟動，重新出現於世界上。
全身的顏色呈現藍白色，是遊戲中劇情前半段（第一部）的最後一個探索區域。
由於上半身已經長滿了植物，故被遊戲中的獸人們推定在很久之前就已經存在於世界上，只是外形上像座山沒人知道。
於第一部劇情的最後，庫巴斯的首領布魯諾意圖從內部控制它，但卻因為本身的體質因素，無法控制其強大的反饋力量而被拉雷斯吸收成為其一部分。
於雷頓破壞核心後，在第二部劇情的最後由男性貓獸人貝魯卡從內部控制，對次元兵器塔爾塔羅斯進行外殼的破壞，確保雷頓能衝入內部。
- 雷姆雷斯（レムレス）

與拉雷斯一樣具有5000公尺的超巨大體型，但整體外形豐滿，偏向女性的外觀。
全身的顏色呈現紅紫色，於遊戲中的後半部（第二部）出現於世界上。
與拉雷斯一樣上半身皆長滿了植物，於劇情的最後由貓獸人艾兒從內部進行控制，對次元兵器塔爾塔羅斯進行外殼的破壞，確保雷頓衝入內部。
- 塔爾塔羅斯（タルタロス）

由遊戲第二部出現的古代人拜昂，藉由發動「CODA」後的力量，驅動拉雷斯與雷姆雷斯從這個世界的次元裂縫內所召喚出來的球型終極兵器。
是本作中真正最終決戰的舞台。
有著非常堅硬的外殼，遊戲世界中所有正規的武器都不能破壞，只有古代兵器拉雷斯與雷姆雷斯的高能量光束聚集在一起的瞬間可以打破一個縫。
有自我防衛能力，會自動反擊所有對它的攻擊。
雷頓在劇情最後成功突入內部，裡面是個充滿正方形晶體的巨大空間。
- 傑貝克（ゲベック）

負責與雷德通報狀況的老年情報員，外型為老虎

## 製作群
- 製作總指揮：鵜之澤伸
- 企畫：今西智明、佐佐木夕介
- 腳本：野口泰弘
- 執行總監：松山洋
- 遊戲監督：磯部孝幸
- 美術設定：結誠信輝
- 機械插畫：谷口欣孝
- 動畫製作：MAD HOUSE
- 動畫導演：山川吉樹
- 角色利用協助：福岡縣[6]
- 音樂：福田考代
- 法語監修：鳥井林太朗
- 標題與字幕設計：三好誠
- 預告篇製作：奥村剛
- 遊戲開發：CyberConnect2
- 遊戲企劃與製作：NAMCO BANDAI

## 世界紀錄達成
本遊戲在日本地區發行時，為了增加在日本當地媒體上的曝光度，曾經在電視上推出一系列名為「蒼空騎士大百科」的電視宣傳短篇廣告。共計所有的章節為100章，也就是有100段的廣告片段，在日本的TOKYO MX電視台（東京都會電視台），於2010年10月28日當日，在「下午三點」（1500）到「晚上十一點」（2300）這八個小時的節目時段中，隨時於廣告時段中依序播放。（每個片段都不同）
這100篇片段與撥出時間被送往金氏世界紀錄認證，於2011年6月下旬時獲得金氏世界紀錄委員會的承認，得到的紀錄頭銜是「世界上特定時間內，於電視上播放最多內容不一樣廣告的單一商品」。
目前該款作品在其官方網站中所標示創造的紀錄正式名稱為「在８小時內接續播放１００部內容完全不相同的單一商品電視廣告」
目前在該作品的日本官方網站可以完整的看到這100部當時的宣傳作品，於影音網站YouTube上亦可搜尋到該系列。這100部蒼空騎士大百科廣告片段中包含了本遊戲所有的詳細設定，從「人物介紹」、「機械介紹」、「地理資訊」、「獸人種族區分」、「獸人愛好的食物」到「前作登場角色介紹」、「黑貓團的通緝單」、「獸人信仰與愛好」、「獸人如何洗澡和如廁」等等皆有。

## 音樂
- 作詞與作曲：福田考代
- 主唱：三谷朋世
- 片頭曲：「それからCODAへ」（飛向CODA）
- 片尾曲：「Re-CODA」（再一次CODA）
- 遊戲插入歌：「流れ星☆キラリ」（一顆流星☆Kirari 或直接稱作 閃閃發光的流星）

其中插入歌的部分，源自於本作品遊戲劇情中一位女獸人偶像歌手「可可娜」的熱門歌曲。在遊戲劇情中僅出現無人聲的配樂版，於劇情中巧可拉和可可娜對話時使用作為背景音樂。而有可可娜主唱的人聲版被收入於限定發售的遊戲包裝中所附贈的遊戲原聲CD中。
而遊戲片頭曲的「飛向CODA」這首歌，於作品中的前半部（第一部）與後半部（第二部）裡，雖然旋律部分都一樣，但是歌詞中的用字有所差異。
至於遊戲片尾曲的「Re-CODA」，一樣因為作品分兩部的因素而有所區分，於第一部使用的片尾曲是沒有人聲的配樂版，第二部則是正規人聲版。

## 註解
1. ↑  CC2十五週年紀念新作《飛行機器冒險傳》正式公開 （页面存档备份，存于）巴哈姆特 2010-3-30
2. ↑  《飛行機器冒險傳》15周年紀念作登場 犬貓空想科學世界大冒險 （页面存档备份，存于）巴哈姆特 2010-4-10
3. ↑  Solatorobo(ソラトロボ)それからCODAへ REPUTATION （页面存档备份，存于）日本BANDAI
4. ↑  Solatorobo(ソラトロボ)それからCODAへ ENCYCLOPEDIA （页面存档备份，存于）日本BANDAI
5. ↑  .   [2013-01-19]. （原始内容存档于2019-12-18）.
6. ↑  《蒼空騎士 ～飛向 CODA～》兩部懷念角色跨作品客串登場 （页面存档备份，存于）巴哈姆特 2010-10-27
7. ↑  . Solatorobo(ソラトロボ)　それからCODAへ.   [2013-01-18]. （原始内容存档于2019-12-18）.

## 外部連結
- 作品資料 （页面存档备份，存于）（巴哈姆特上的作品相關資訊）
- 作品官網 （页面存档备份，存于）（日本BANDAI）
- 廣告連續播放金氏世界紀錄達成紀念網頁 （页面存档备份，存于）（日本BANDAI）
- 劇中串場角色：日本福岡縣消防救助犬「守護君」的專屬官網 （页面存档备份，存于）（日本CyberConnect2）